# Litewski Narodowy Teatr Dramatyczny

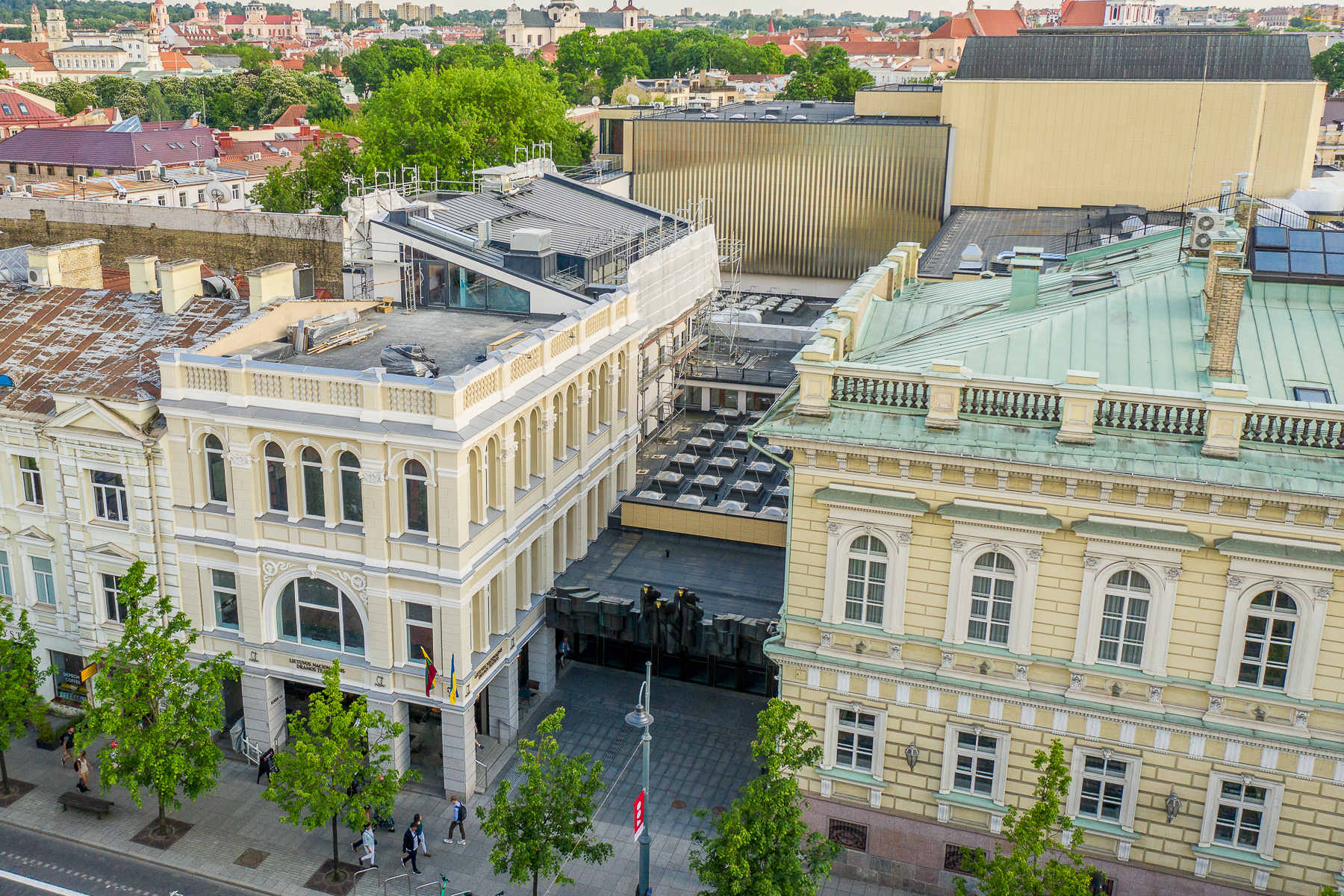

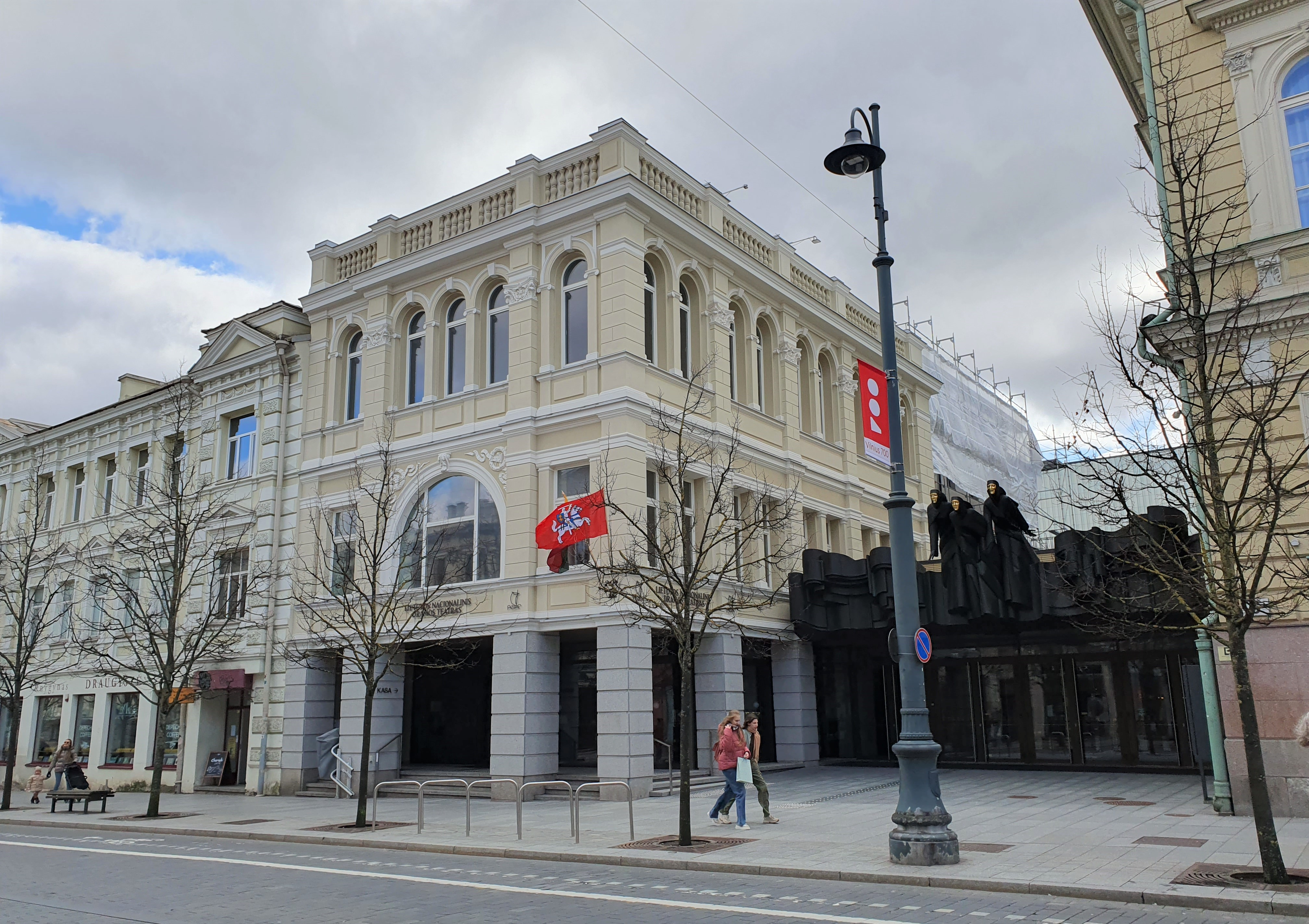
Litewski Narodowy Teatr Dramatyczny

Litewski Narodowy Teatr Dramatyczny (litewski: Lietuvos nacionalinis dramos teatras) – teatr znajdujący się na Prospekcie Giedymina w Wilnie, jest jednym z największych teatrów na Litwie. Pierwotnie teatr mieścił się w budynku przy ul. Basanaviciusa 13 (przed wojną Wielka Pohulianka). W obecnym budynku na prospekcie Giedymina teatr działa od 1951 roku.
Od momentu powstania w 1940 roku zrealizował ponad 200 przedstawień. Aktualny repertuar teatru jest mieszanką klasycznego i współczesnego teatru (Sofoklesa, Szekspira, Federico García Lorca, Bernarda-Marie Koltesa, Samuela Becketta, Ronalda Harwooda, B. Strauss, Fiodora Dostojewskiego) z materiałem współczesnych litewskich dramaturgów (Sigitas Parulskis, Herkus Kunčius i innych).
Teatr otrzymał prawo do obecnej nazwy w 1998 roku, wcześniej był znany jako akademicki teatr. W 2001 roku Litewski Narodowy Teatr Dramatyczny stał się członkiem Europejskiej Konwencji Teatralnej.
W 2012 roku teatr ze spektaklem „Chaos” wystąpił na Międzynarodowym Festiwalu Teatralnym „Demoludy” w Olsztynie.
W czerwcu 2013 w ramach Spotkań Teatrów Narodowych w Warszawie w Teatrze Narodowym teatr występuje ze spektaklem „Wygnanie” (Išvarymas) według Mariusa Ivaškevičiusa w reżyserii Oskarasa Koršunovasa.